# Rudawy Janowickie

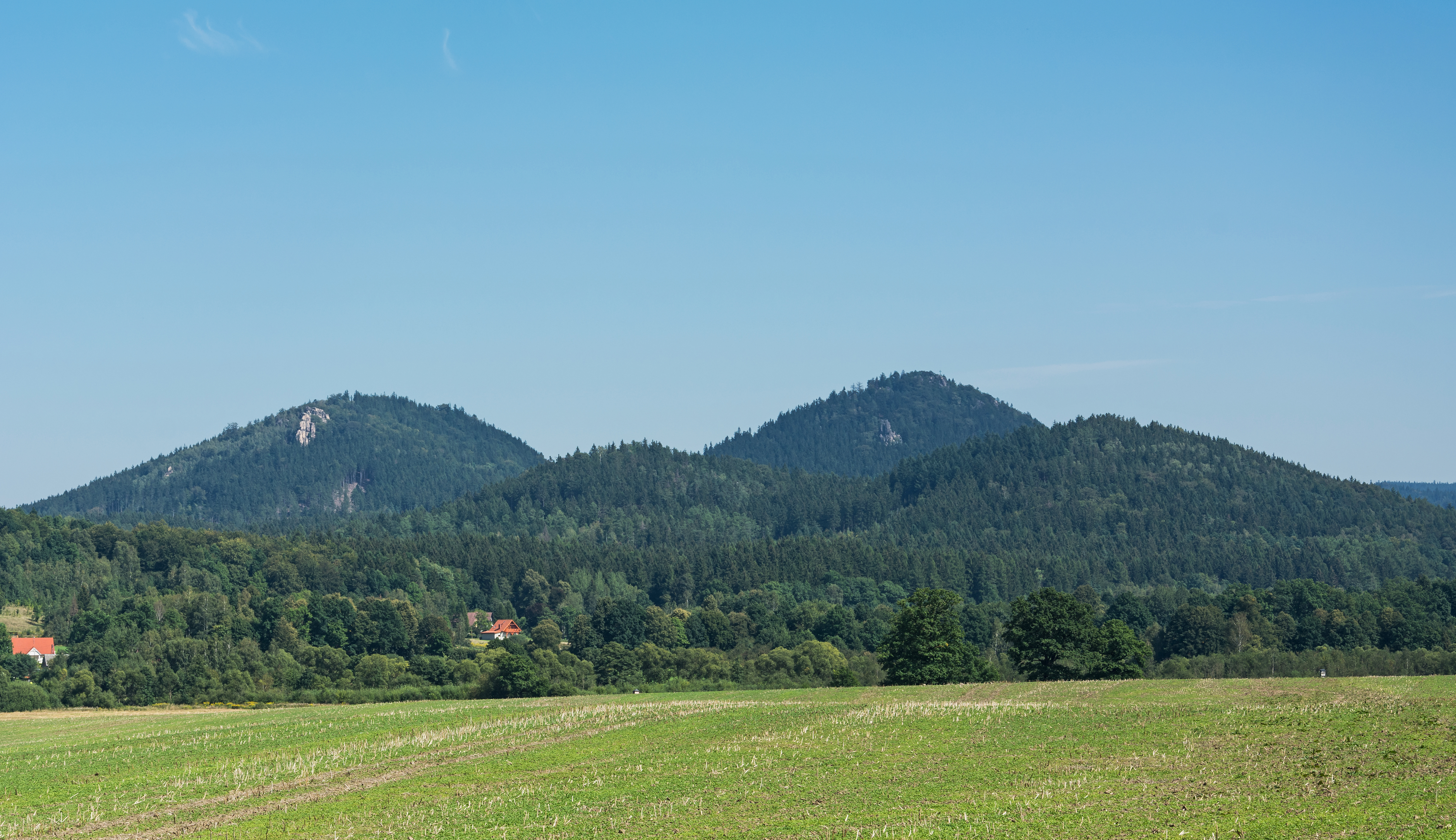
Góry Sokole w Rudawach Janowickich

Rudawy Janowickie (niem. Landeshuter Kamm) (332.38) – pasmo górskie położone we wschodniej części Sudetów Zachodnich, zajmujące powierzchnię prawie 90 km².
Rudawy Janowickie po wojnie do roku 1947 nosiły nazwę Góry Łomnickie.
Na północy, od Gór Kaczawskich, oddziela je przełomowa dolina Bobru. Od zachodu graniczą z Kotliną Jeleniogórską, od wschodu z Kotliną Kamiennogórską, a od południa, poprzez Przełęcz Kowarską, z Lasockim Grzbietem w Karkonoszach.

## Rzeźba terenu

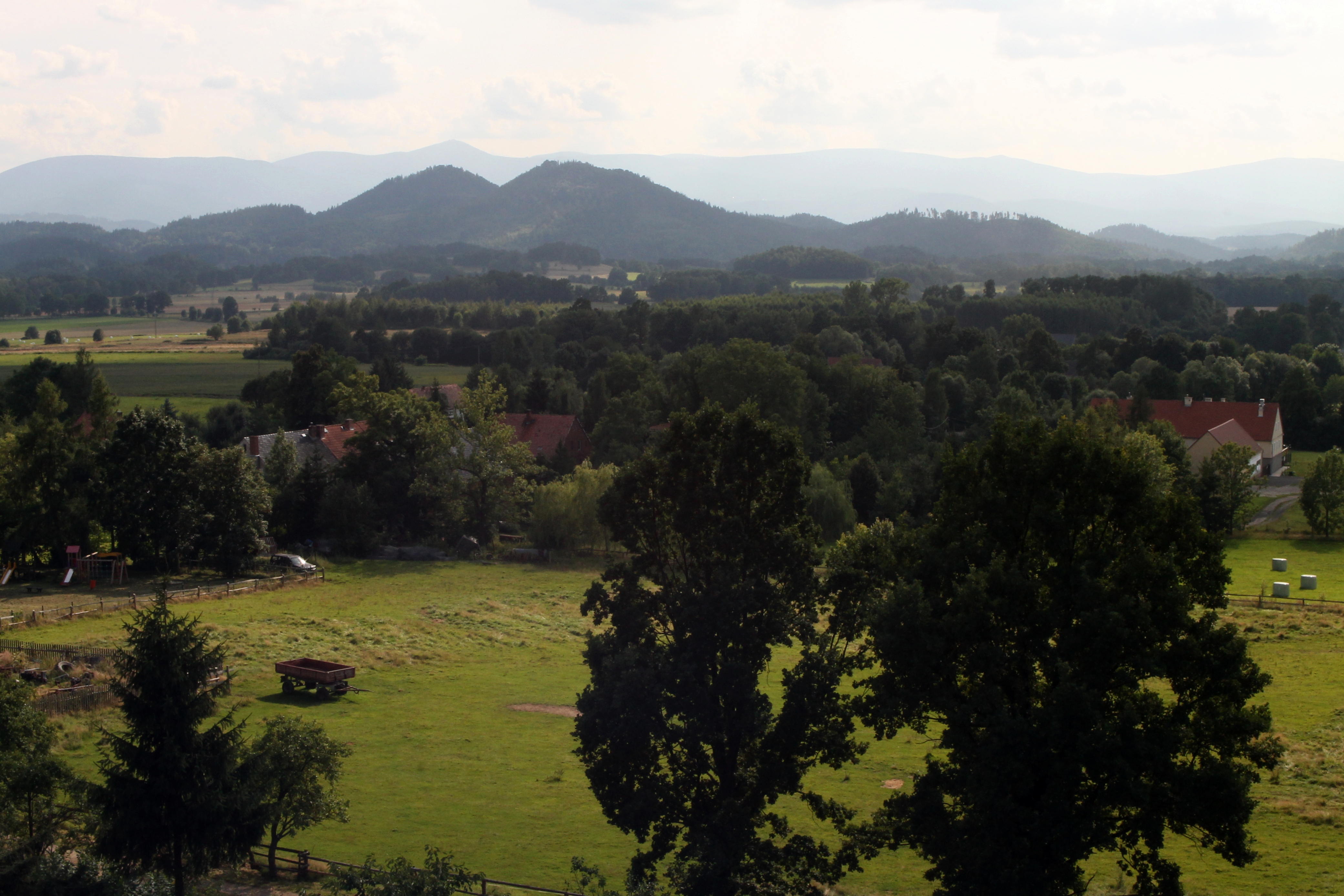
Widok z wieży w Radomierzu- Góry Sokole, w tle Śnieżka

Główny grzbiet ciągnie się z południowego zachodu na północny wschód. Odchodzą od niego boczne grzbiety. Na południu, od Bobrzaka odchodzi ku południowemu wschodowi długi grzbiet z Wilkowyją i Jaworową, kończący się w rejonie dolnej części Pisarzowic. W środkowej części, od masywu Skalnika odchodzi grzbiet ku zachodowi, ze Średnicą i Brzeźnikiem, kończący się na północ od Kowar. Od niego z kolei odchodzi odgałęzienie ku północy z Płonicą i Mężykową, oddzielające Strużnicę od Gruszkowa i kończące się w rejonie Karpnik. Od masywu Skalnika odchodzi też grzbiet ku południowemu wschodowi z Jagodą, dochodzący do górnej części Pisarzowic. Na północy, od Dziczej Góry również odchodzą dwa grzbiety. Grzbiet południowo-wschodni kulminuje rozległym masywem Wielkiej Kopy, od której odchodzą w różnych kierunkach podrzędne ramiona, natomiast grzbiet północno-zachodni biegnie przez Świnią Górę, Lwią Górę i Jańską Górę (Janowicki Grzbiet), a jego zachodnia część, za Przełęczą Karpnicką nosi nazwę Gór Sokolich. Wreszcie od Wołka odchodzi szereg grzbietów ku północnemu zachodowi, północy i północnemu wschodowi, m.in. Zamkowy Grzbiet i Hutniczy Grzbiet. Na zachodzie, na granicy z Kotliną Jeleniogórską znajduje się odosobniony masyw Mrowca.
Północno-zachodnia część Rudaw Janowickich nosi nazwę Gór Sokolich, natomiast zachodnia – Wzgórz Karpnickich.
Najwyższym szczytem jest Ostra Mała (945 m n.p.m.) – południowo-zachodni wierzchołek Skalnika.
W Rudawach Janowickich występuje duża ilość skałek, zbudowanych przede wszystkim z granitu, ale też z gnejsów, amfibolitów, zlepieńców.

## Miejscowości
Miejscowości: Bobrów, Bukowiec, Ciechanowice, Czarnów, Gruszków, Janowice Wielkie, Karpniki, Kowary, Leszczyniec, Łomnica, Marciszów, Miedzianka, Mniszków, Mysłakowice, Ogorzelec, Orlina, Pisarzowice, Raszów, Przybkowice, Rędziny, Strużnica, Trzcińsko, Wieściszowice, Wojanów.

## Budowa geologiczna

### Podział
W skład Rudaw Janowickich wchodzą fragmenty następujących jednostek geologicznych: bloku karkonosko-izerskiego (masyw karkonoski i wschodnia osłona granitu karkonoskiego), niecki śródsudeckiej i w rejonie Przybkowic – metamorfiku kaczawskiego.

### Jednostki geologiczne

#### Masyw karkonoski
Zachodnia część Rudaw Janowickich ze Wzgórzami Karpnickimi, Skalnikiem i Górami Sokolimi jest zbudowana ze skał magmowych – z granitu karkonoskiego budującego masyw karkonoski.

#### Wschodnia osłona granitu karkonoskiego
Część środkowa ze skał metamorficznych wchodzących w skład wschodniej osłony granitu karkonoskiego: gnejsów, łupków łyszczykowych, amfibolitów, łupków amfibolowych, zieleńców i łupków zieleńcowych, fyllitów, marmurów kalcytowych i dolomitowych, łupków serycytowych, łupków chlorytowych. Część łupków łyszczykowych w pobliżu granitu została zmieniona w wyniku oddziaływania metamorfizmu kontaktowego w hornfelsy. Masyw karkonoski oraz jego wschodnia osłona wchodzą w skład bloku karkonosko-izerskiego.

#### Metamorfik kaczawski
Niewielki północno-wschodni fragment terenu, w rejonie Ciechanowic i Przybkowic jest zbudowany ze skał metamorficznych: zieleńców, fyllitów oraz wapieni krystalicznych i łupków węglanowych, czyli skał budujących leżący na północy metamorfik kaczawski. Tę niewielką jednostkę nazwano elementem Przybkowic.

#### Niecka śródsudecka
Południowo-wschodnie grzbiety Rudaw zbudowane są ze skał osadowych: brekcji, zlepieńców i piaskowców, podrzędnie łupków ilastych, wchodzących już w skład niecki śródsudeckiej.

### Wiek

#### Proterozoik – starszy paleozoik
Najstarsze są skały metamorficzne wschodniej osłony granitu karkonoskiego – powstały w młodszym proterozoiku i starszym paleozoiku. Również staropaleozoiczne są skały metamorficzne elementu Przybkowic.

#### Karbon
Osady niecki śródsudeckiej powstawały w dolnym karbonie.
Granit karkonoski powstał w górnym karbonie, w czasie orogenezy waryscyjskiej. Również górnokarbońskie, ale młodsze od granitu, są żyły mikrogranitów, lamprofirów i kwarców, przecinających starsze skały różnych jednostek.
Zasadnicza różnica pomiędzy utworami karbonu dolnego i górnego jest taka, że osady niecki śródsudeckiej powstawały na powierzchni ziemi, a skały magmowe górnego karbonu krystalizowały kilka km pod powierzchnią ziemi.

#### Osady kenozoiczne
Opisane wyżej zwięzłe skały przykryte są w wielu miejscach młodymi skałami osadowymi. Są to kenozoiczne gliny deluwialne (zboczowe), plejsoceńskie piaski i żwiry teras rzecznych oraz holoceńskie mady, mułki, piaski i żwiry rzeczne, piaski i żwiry stożków napływowych oraz torfy i namuły torfiaste.

### Górnictwo
W obrębie Rudaw eksploatowane były granity, amfibolity i marmury, czego pozostałością są liczne, opuszczone i częściowo zarośnięte kamieniołomy. Jedyny czynny obecnie kamieniołom marmurów znajduje się w Rędzinach.
Wcześniej poszukiwano bądź wydobywano tu rudy żelaza, miedzi, arsenu, a także złoto, a w XX w. (po 1945 r.) uranu. Pozostałością są liczne hałdy oraz znajdujące się gdzieniegdzie wyloty sztolni i szybów.
Ślady dawnego górnictwa koncentrują się w rejonie Ciechanowic, Miedzianki, Mniszkowa i Orliny na północy oraz Czarnowa, Ogorzelca i Kowar na południu.

## Wody
Rudawy leżą w dorzeczu Bobru, który opływa je od wschodu i północy. Można wyróżnić szereg mniejszych zlewni cząstkowych, oddzielonych grzbietami górskimi. Są to, od wschodu zlewnia Świdnika, Żywicy, Mienicy, od północy zlewnia Janówki i od zachodu zlewnie Jedlicy i Karpnickiego Potoku.

## Ochrona przyrody
Większa część Rudaw Janowickich oraz południowa część przyległych Gór Kaczawskich (Góry Ołowiane) wchodzi w skład Rudawskiego Parku Krajobrazowego.

## Atrakcje turystyczne
Ciekawe ruiny zamków średniowiecznych (np. Zamek Bolczów) i schronisko Szwajcarka u podnóża Krzyżnej Góry (654 m n.p.m.) w Górach Sokolich. Góra Sokolik z licznymi skałkami granitowymi. Atrakcją turystyczną są też kolorowe jeziorka powstałe w wyniku eksploatacji pirytu niedaleko miejscowości Wieściszowice. W całym paśmie licznie występują skałki, zbudowane z granitów, amfibolitów i zlepieńców. Skałki granitowe występują szczególnie licznie w masywach Sokolika, Krzyżnej Góry, Lwiej Góry, na Janowickich Garbach oraz na Zamkowym Grzbiecie. Podobno znajduje się tu największa w Sudetach ilość porozrzucanych skałek (skalne miasteczka). Wiele z nich posiada własne nazwy.

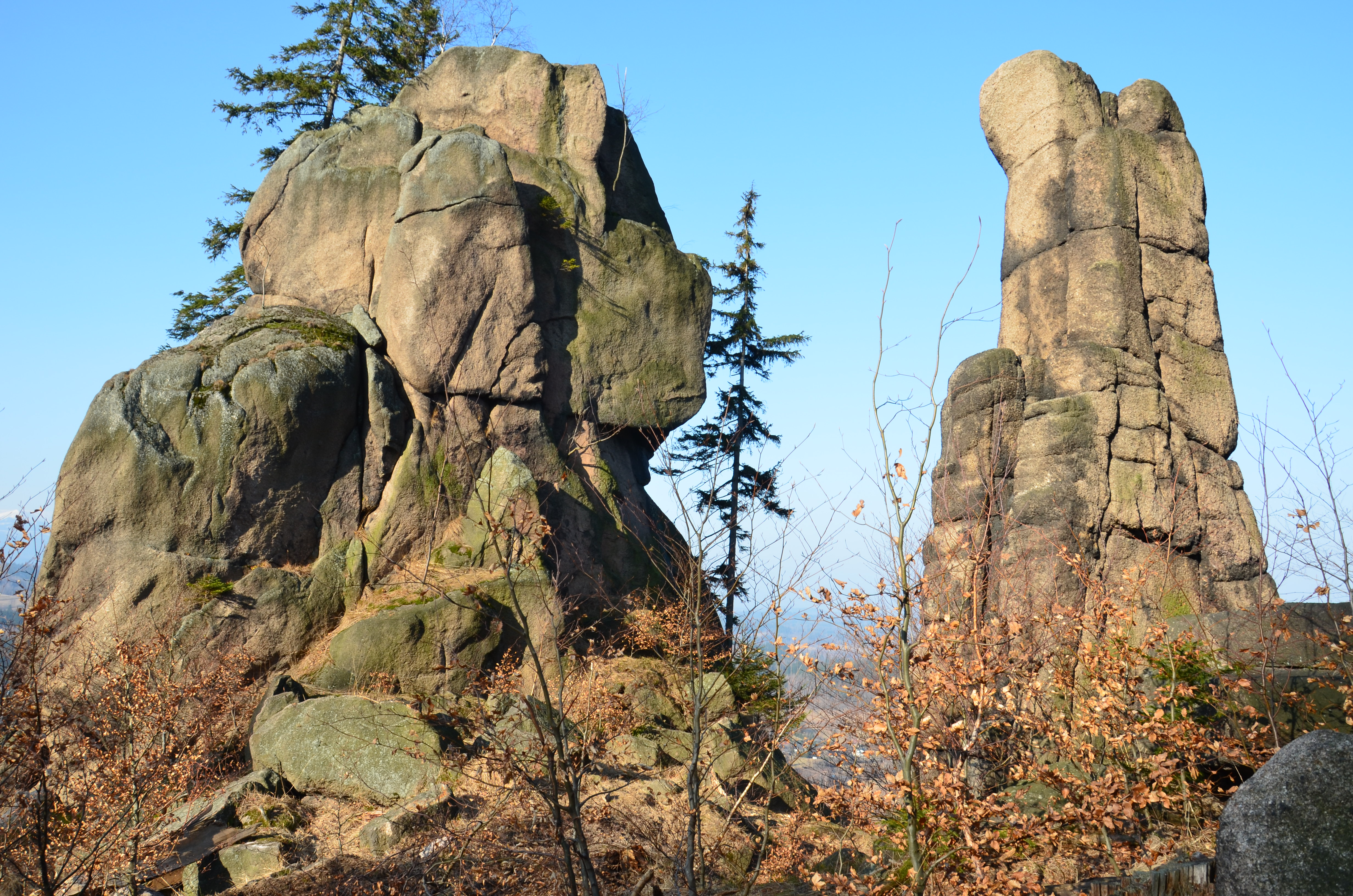
Masyw Starościnskich Skał

### Odznaki turystyczne
Istnieje odznaka turystyczna powiązana ze zdobywaniem najwyższych szczytów tego pasma górskiego. Odznaka Korona Rudaw Janowickich ustanowiona przez Klub Zdobywców Koron Górskich RP (KZKG RP) przyznawana jest za zdobycie określonych 10 szczytów tego pasma górskiego.